# Sistan
Il Sīstān (in persiano سیستان‎) - chiamato in arabo Sijistān (in arabo ﺳﺠﺴﺘﺎﻥ‎?) - è una regione di confine situata nell'Iran (Sistan e Baluchistan) e nell'Afghanistan sud-occidentale (Nimruz). Il Sistan prende il nome da 'Sakastan', di cui il Sistan era la parte più occidentale. I Saffaridi (861-1003), una delle prime dinastie iraniche islamiche, erano originariamente regnanti del Sistan.
Nello Shahnameh, il Sistan viene chiamato anche Zabulistan, da Zabol, una città della zona. Nell'opera epica di Ferdowsi, lo Zabulistan è a sua volta descritto come la patria del mitologico eroe Rostam.

## Storia del Sistan
Nella preistoria la civiltà di Jiroft occupava parte del Sistan e della regione di Kerman (probabilmente fin dal III millennio a.C.).
In seguito l'area fu occupata da tribù ariane legate agli Indoari. Alla fine nacque un regno noto come Arachosia, che era parte della terra dominata dall'Impero medo fino al 600 a.C. I Medi furono spodestati dall'impero Achemenide persiano nel 550 a.C., e il resto dell'Arachosia fece presto la stessa fine. Nel III secolo a.C. il re macedone Alessandro Magno (noto nell'Oriente islamico come Sikander o Iskander) conquistò la regione, fondando la colonia di Alessandria in Arachosia (attuale Kandahar).
L'impero di Alessandro si frammentò dopo la sua morte, e l'Arachosia passò in mano ai seleucidi, che la passarono all'Impero Maurya indiano nel 305 a.C. Dopo la caduta dei Maurya la regione fu occupata dagli alleati del regno greco-battriano nel 180 a.C., prima di venire assorbita dal regno indo-greco.
Verso il 100 a.C. buona parte del regno indo-greco fu soggiogato dalle tribù note come Indo-sciti o Saci, dai quali Sistan (da Sakastan) prende il nome. Gli Indo-sciti furono sconfitti poco dopo dall'Impero partico, che lasciò per breve tempo il comando ai suoi vassalli Surena (gli indo-parti) attorno al 20 d.C., prima che la regione passasse in mano all'impero Kushan alla metà del I secolo. I Kushan furono poi sconfitti dai Sasanidi a metà del III secolo, diventando parte di uno stato vassallo degli Indo-sasanidi prima di diventare degli Unni bianchi a metà del 400. L'esercito sasanide riconquistò il Sistan nel 565, ma lo perse poi a causa delle vittorie militari del Califfato arabo dei Rāshidūn, dopo il 640, all'epoca del Califfo ʿUmar ibn al-Khaṭṭāb.
I Saffaridi (861-1003), una delle prime dinastie iraniche dell'era islamica, erano originari del Sistan.
Il Sistan ha un forte legame con lo Zoroastrismo, e durante il regno sasanide il lago Hamun fu uno dei due luoghi di pellegrinaggio dei fedeli. Secondo la tradizione zoroastriana il lago contiene il seme di Zoroastro, e subito prima della fine del mondo tre vergini entreranno nel lago, dando ognuna alla luce il saoshyan.
I più famosi siti archeologici del Sistan sono Shahr-i Sokhta e Kuh-e Khwajeh, una collina su un'isola al centro del lago Hamun.